# Joaquín Grilo
Joaquín Grilo Mateos, (Jerez de la Frontera (Cádiz), 20 de julio del 1968) es un bailaor y coreógrafo flamenco español.

## Comienzos
Comenzó a bailar en la escuela de Cristóbal el Jerezano, pasando en 1981 al Estudio de Danza de Fernando Belmonte y Paco del Río, donde llegaría en poco tiempo a formar parte del Ballet "Albarizuela", creado por estos dos profesores, y en el que alcanzó el puesto de primer bailarín. Desde 1981 hasta 1988 estuvo en este Ballet, con el que realizó diversas giras por países como Francia, Inglaterra, Suiza, Marruecos, Israel, Japón, y actuó en distintas televisiones de Italia, Alemania y algunos países de América. En 1983, Joaquín, con tan solo trece años ,hizo una de sus primeras giras fuera de España, en Tel-Aviv y Jerusalén cosechó sus primeros éxitos. 
Chano Domínguez usó su zapateado, como si de un instrumento de percusión se tratara, en la grabación de una versión por bulerías de un tema clásico de Thelonious Monk. En 1986 decidió presentarse al XI Concurso Nacional de Arte Flamenco de Córdoba donde obtuvo una mención honorífica del Premio Juana Vargas "La Macarrona". En ese mismo año actúa en el teatro Queen Elizabeth Hall en Londres. A finales de año ofrece unos recitales en Suiza ilustrando una conferencia sobre García Lorca de la escritora Fina de Calderón. Esta sería una de las primeras actuaciones de un ciclo de 30 recitales por toda Europa, en los que Joaquín Grilo bailó flamenco y unos Zorongos compuestos por dicha autora.

## Reconocimiento
En 1987 se proclama ganador del Premio de Danza del programa televisivo "Gente Joven". El jurado estuvo compuesto por Eduardo Serrano Iglesias "El Güito", Luis Pérez Dávila "Luisillo", Sara Lezana, Blanca del Rey y el entonces director del Ballet Nacional de España, José Antonio. Después de conseguir este premio, baila en Sevilla, en los Reales Alcázares ante los Reyes de España y la Reina de Inglaterra en su primera visita a España. En 1988 hace una gira por Japón de 45 días actuando en ciudades como Tokio, Osaka y Nagoya entre otras. En este mismo año es llamado para la quinta Bienal de Arte Flamenco de Sevilla. En 1989 se vuelve a presentar al Concurso Nacional de Arte Flamenco de Córdoba donde obtiene el Premio Vicente Escudero. También en 1989 participa en varios programas de "Puerta del Cante" de Canal Sur Televisión. 
En 1990 se trasladó a Madrid donde ocupa como solista flamenco un puesto en la Compañía Teatro Ballet Español, con la que realiza giras por Italia, Francia, Alemania, Grecia, Argentina y otros países. Durante ese año y parte del siguiente trabaja también con la compañía de Lola Flores y La Tati, haciendo actuaciones por Irlanda, Francia y parte de España. También es contratado para bailar en solitario en la Muestra Joven del Flamenco (Mérida). En 1992 actúa en un espectáculo de cinco bailaores en Madrid en la sala Zambra junto a Antonio Canales, Cristóbal Reyes, Joaquín Cortés, Joaquín Ruiz y Adrián. Aún en 1992 colabora en el espectáculo de Luisillo titulado Luna de Sangre durante doce días en el Teatro Villa de Madrid, donde a las pocas semanas trabaja para el espectáculo de Lola Flores.  Dedica el final de 1992 y el inicio de 1993 a montar un espectáculo flamenco titulado En el Candela para estrenarlo en el mes de febrero en Taiwán durante doce días.

## Madurez
En marzo de 1993, a su vuelta de Taiwán, empieza a ensayar el espectáculo Zambra con los cinco bailaores para actuar en Utrech (Holanda), en el festival que se realiza anualmente y en el cual compartió cartel con Manuel Santiago Maya "Manolete". A finales de marzo de 1993 es llamado por Vicente Amigo para colaborar en el espectáculo De mi corazón al Aire, en festivales como Grenoble Jazz Festival XXI Edición, Festival de Jazz de Amiens, Festival de Sarde, y otros. En abril de 1993 trabaja en Madrid 12 días en el Teatro Albeniz, colaborando en el espectáculo de Joaquín Cortés. Con dicha compañía actúa junto a Lola Greco y Joaquín Cortés en Bilbao (Teatro Arriaga) y en Caracas (Teatro Teresa Carreño). Desde 1994 comparte su actividad, participando en los conciertos de Paco de Lucía, y actuaciones con su propio grupo en Estados Unidos y Europa. 
En 1996, estrena en Marsella el espectáculo Apoteosis Flamenca, en el que participaron destacados artistas flamencos, tales como: Beatriz Martín, Belén Fernández y Javier Barón. Este espectáculo se presentó en Túnez y diversos festivales internacionales. Triunfa en Oslo, y realiza varias presentaciones en Francia y España. En 1997, recibe el I Galardón al Baile otorgado por la revista de flamenco El Olivo por votación de sus lectores. También lo reciben ese mismo año, Paco de Lucía (guitarra) y Enrique Morente (cante). Inicia 1998, actuando durante todo el mes de febrero con un éxito absoluto, en el Peacock Theatre  de Londres, siendo destacado unánimemente por la crítica especializada. En este año se presenta en el Festival de Las Minas de La Unión (España). Participa del nuevo espectáculo Samaruco presentándose en Barcelona, París, ( Teatro de los Champs-Élysées), Valencia, Bilbao, Lisboa y Oporto, entre otras ciudades. En octubre de 1999 crea su primera compañía, siendo su primer trabajo Jácara, una suite flamenca en la cual se hace un recorrido por los principales estilos del flamenco.